# اپسیلون قیفاووس
اپسیلون قیفاووس یک ستاره است که در صورت فلکی قیفاووس قرار دارد.